# Aueria
Aueria es un género de foraminífero bentónico considerado como nomen nudum e invalidado, aunque considerado perteneciente a la subfamilia Hormosininae, de la familia Hormosinidae, de la superfamilia Hormosinoidea, del suborden Hormosinina y del orden Lituolida. Su especie tipo es Aueria rigida. Su rango cronoestratigráfico abarcaba el Pleistoceno.

## Discusión
Clasificaciones previas incluían Aueria en el suborden Textulariina del orden Textulariida o en el orden Lituolida sin diferenciar el suborden Hormosinina.

## Clasificación
Aueria incluía a las siguientes especies:
- Aueria rigida †